# 1996年夏季残疾人奥林匹克运动会新加坡代表团
1996年夏季残疾人奥林匹克运动会新加坡代表团是新加坡派出的1996年夏季残疾人奥林匹克运动会代表团。未获得奖牌。